# 聖何塞瓜亞瓦爾
聖何塞瓜亞瓦爾（西班牙語：San José Guayabal），是薩爾瓦多的城鎮，位於該國中部，由庫斯卡特蘭省負責管轄，面積42.74平方公里，海拔高度525米，2007年人口9,300，人口密度每平方公里217.59人。
13°51′N 89°6′W / 13.850°N 89.100°W